# El Pla de Sogues
El El Pla de Sogues és una masia del municipi de Viver i Serrateix (Berguedà) inclosa en l'Inventari del Patrimoni Arquitectònic de Catalunya.

## Descripció
És una masia orientada al S del tipus II segons la classificació de J. Danés, amb coberta a dues vessanta i carener perpendicular a la façana. Consta de tres plantes amb construccions i ampliacions recents que han desfigurat l'estructura originària de l'edifici. Probablement fou construïda al segle xix.